# Mussurana quimi
Mussurana quimi — вид змій родини полозових (Colubridae). Мешкає в Південній Америці.

## Поширення і екологія
Mussurana quimi мешкають на південному сході Бразилії, на сході Парагваю та на північному сході Аргентині. Вони живуть в галерейних лісах в серрадо, в заболочений місцевості, по краях атлантичних лісів. Живляться переважно дрібними ссавцями, а також ящірками і зміями. Відкладають яйця, в кладці від 7 до 26 яєць.